# Kappa Aquarii
Kappa Aquarii (Situla, 63 Aquarii) é uma estrela dupla na direção da constelação de Aquarius. Possui uma ascensão reta de 22h 37m 45.42s e uma declinação de −04° 13′ 39.9″. Sua magnitude aparente é igual a 5.04. Considerando sua distância de 234 anos-luz em relação à Terra, sua magnitude absoluta é igual a 0.76. Pertence à classe espectral K2III.